# Руководители Азавада
Президент Переходного совета Азавада — глава государства в Азаваде, назначаемый президиумом НДОА. Президент также является главой правительства Азавада. Первым президентом после провозглашения независимости в 2012 стал Генеральный секретарь НДОА Билял аг Ашериф. 15 июля 2012 Исламские группировки захватили территорию Азавада. Новым президентом стал Омар Хамаха.

## Руководители Независимого/Исламского государства Азавада
6 апреля 2012 руководителем Азавада стал Билял аг Ашериф. Новый президент заключил союз с Моджахедами. Однако, в начале июля Моджахеды расторгли союз с НДОА. 15 июля 2012 они захватили контроль над Азавадом. Президентом стал Омар Хамаха. 30 января 2013 Исламистов выбили из последнего им занятого города - Кидаль.
| №   | Президент       | Годы правления                | Назначение | Примечание                                     | Партия       |
| --- | --------------- | ----------------------------- | ---------- | ---------------------------------------------- | ------------ |
| 1-й | Билял аг Ашериф | 6 апреля — 7 июня 2012        | —          | Глава Азавада как Генеральный секретарь НДОА   | НДОА         |
| 1-й | Билял аг Ашериф | 7 июня — 15 июля 2012         | 2012       | Президент Независимого государства Азавад      | НДОА         |
| 2-й | Омар Хамаха     | 15 июля 2012 - 29 января 2013 | 2012       | Президент (Раис) Исламского государства Азавад | Ансар-ад-Дин |

## Президенты Азавадской автономии
15 июля 2012 представители Национального движения за освобождение Азавада сообщили, что они отказались от идеи создания Независимого Государства Азавад, предпочтя создание автономии. Президентом Азавада остался Билял аг Ашериф.
| Имя             | Начало полномочий | Окончание полномочий | Партия |
| --------------- | ----------------- | -------------------- | ------ |
| Билял аг Ашериф | 15 июля 2012      | Настоящее время      | НДОА   |